# Acácio (conde das casas)
Acácio (em latim: Acacius) foi um oficial romano do século IV, ativo durante o reinado dos imperadores Constâncio II (r. 337–361), Juliano (r. 361–363), Joviano (r. 363–364), Valentiniano I (r. 364–375) e Valente (r. 364–378).

## Vida
Era pai de Marco e talvez pagão. Antes de 361, foi governador (presidente?) da Frígia. Entre 361 e 362, foi governador (consular?) da Galácia. Aposentou-se e visitou Antioquia, mas em 363/364 foi convocado à corte em Ancira. Entre 364 e 365 foi conde das casas, talvez na Capadócia.